# Cristina Bontaș
Cristina Bontaș född den 5 december 1973 i Ştefan cel Mare, Rumänien, är en rumänsk gymnast.
Hon tog OS-silver i lagmångkampen och OS-brons i fristående i samband med de olympiska gymnastiktävlingarna 1992 i Barcelona.